# Papst Johannes Paul II. (Film)
Der Film Papst Johannes Paul II. (Originaltitel: Pope John Paul II.) ist das erste Filmprojekt über das Oberhaupt der römisch-katholischen Kirche, das nach dessen Tod 2005 entstand.

## Handlung
Die Handlung setzt am 13. Mai 1981 ein, als auf dem Petersplatz der Rechtsextremist Mehmet Ali Ağca ein Attentat auf Papst Johannes Paul II. verübt.
In der Gemelli-Klinik in Rom lässt der 61-jährige Papst sein Leben Revue passieren. Bereits früh zeigte sich seine Liebe zum Priesterberuf – aber auch Schauspieler wollte Karol Wojtyła werden.
Als 1939 die Deutschen Krakau besetzen, verbietet Generalgouverneur Hans Frank Kardinal Sapieha die Weihe von Priestern und das Zelebrieren von Gottesdiensten. Dennoch kann Karol im Geheimen seine Studien betreiben, obgleich er für die Besatzer in einem Steinbruch arbeiten muss. Geheim arbeitet er auch für den Widerstand – lehnt jedoch jegliche Gewalt ab.
Nachdem 1945 die Deutschen durch die Sowjetsoldaten besiegt wurden, beginnt die Zeit des Kommunismus für Polen.
Karol wird zum Priester geweiht und beginnt den Kampf gegen Intoleranz. Gleichzeitig setzt er sich leidenschaftlich für Religionsfreiheit ein. So gründet er gegen den Willen der Kommunisten eine christliche Gemeinde in der Arbeiterstadt Nowa Huta.
Mit Hilfe des Kardinals Stefan Wyszyński wird Karol Erzbischof von Krakau und nimmt am 2. Vatikanischen Konzil teil.
Wyszyński und der einflussreiche österreichische Kardinal König können es schließlich erreichen, dass Karol Wojtyła 1978 zum Papst gewählt wird – und sich nun Johannes Paul II. nennt.
27 Jahre Pontifikat liegen vor ihm, in denen der polnische Papst seine Heimat Polen besucht, die Gewerkschaft Solidarność unterstützt, und dadurch Anteil am Fall des Kommunismus hat.
In die Jahre seiner Amtszeit fallen schwierige Zeiten, darunter der Zweite Golfkrieg, der 11. September 2001 und der Irakkrieg.
Aber auch mit innerkirchlichen Problemen – darunter der Kindermissbrauch durch US-amerikanische Priester und die Ansicht der Kirche Frauen gegenüber – muss sich Papst Johannes Paul II. befassen.
Am 2. April 2005 stirbt er.

## Hintergrund
Der Film, der mit Hilfe des Vatikans und des amtierenden Papstes, Benedikt XVI., an Originalschauplätzen in Rom und Polen entstand, schildert detailliert und ausführlich jedes relevante Ereignis im Leben von Johannes Paul II.
Jon Voight, der eigentlich zweite Wahl für die Hauptrolle war (Ian Holm sollte ursprünglich den Part erhalten), hat sogar eine gewisse optische Ähnlichkeit mit seinem historischen Vorbild.
Premiere hatte der Film im November 2005 in Italien. In den USA lief er als Zweiteiler am 4. und 7. Dezember 2005 bei CBS. Die deutschsprachige Erstausstrahlung fand am 22. März 2006 im ORF statt.

## Auszeichnungen
Nominiert für
- Young Artist Award: Bester Familienfilm
- Emmy: Bester Hauptdarsteller in einer Miniserie: Jon Voight